# Gulstrupig honungsstare
Gulstrupig honungsstare (Manorina flavigula) är en fågel i familjen honungsfåglar inom ordningen tättingar.

## Utbredning och systematik
Gulstrupig honungsstare delas in i sex underarter:
- Manorina flavigula melvillensis – förekommer på öarna Melville och Bathurst i Northern Territory
- Manorina flavigula lutea – förekommer från Fitzroy River i Western Australia till McArthur River i Northern Territory
- Manorina flavigula wayensis – förekommer i det inre av Australien utom i öster, till väst- och sydkusten
- Manorina flavigula obscura – förekommer i sydvästra Western Australia utom i allra sydvästligaste delarna
- Manorina flavigula flavigula – förekommer från norra och centrala Queensland till nordvästra Victoria och sydöstra South Australia

Tidigare behandlades svartörad honungsstare (Manorina melanotis) som underart till gulstrupig honungsstare.

## Status
Arten har ett stort utbredningsområde och beståndet anses vara stabilt. Internationella naturvårdsunionen IUCN listar den därför som livskraftig (LC).

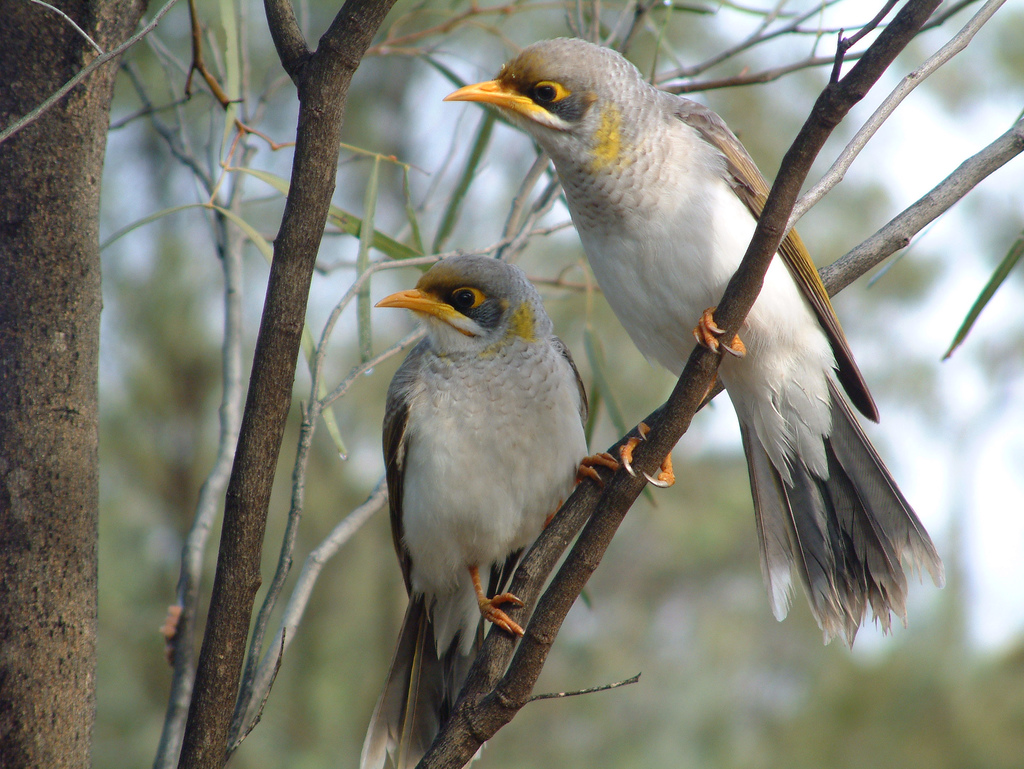